# Стандартна свічка

Ілюстрація методу стандартних свічок: чим більш віддаленою є свічка, тим тьмянішою вона виглядає. Аналогічно працюють стандартні лінійки: зі збільшенням відстані їх видно під все меншим кутом.

Стандартні свічки — об’єкти, абсолютна зоряна величина яких відома або може бути обчислена за допомогою параметрів, які можна безпосередньо виміряти. Порівнюючи видиму зоряну величину стандартних свічок з їхньою відомою абсолютною зоряною величиною, можна знаходити відстані до них. Таким чином стандартні свічки різних типів є важливим способом способом визначення відстаней в астрономії.

## Розрахунок відстані
Видима зоряна величина m, абсолютна зоряна величина M і відстань до об'єкта D пов'язані формулами:
{\displaystyle 5\log _{10}{\frac {D}{\mathrm {pc} }}=m-M+5\,\mathrm {mag} }
або
{\displaystyle D=10^{{\frac {(m-M)}{5}}+1}\;\mathrm {pc} },
де відстань D виражена в парсеках.

## Драбина відстаней
Термін «драбина відстаней» об'єднує різні методи визначення відстані до віддалених об'єктів. Кожен окремий метод може визначати відстані лише в обмеженому діапазоні, але діапазони відстаней різних методів частково перекриваються. Метафора драбини вказує на те, як за допомогою різних методів можна «підійматись» на все більші й більші відстані у Всесвіті.
Наприклад, за допомогою співвідношення період-світність для цефеїд можна визначати відстані до найближчих галактик. Коли в близьких галактиках вдається спостерігати наднові типу Ia, знання відстані до них дозволяє відкалібрувати їх як яскравіші стандартні свічки й надалі використовувати їх для визначення відстаней до далеких галактик.